# Atypophthalmus quinquevittatus
Atypophthalmus quinquevittatus är en tvåvingeart som först beskrevs av Santos Abreu 1923.  Atypophthalmus quinquevittatus ingår i släktet Atypophthalmus och familjen småharkrankar. Inga underarter finns listade i Catalogue of Life.